# Nemestrinus ruficornis
Nemestrinus ruficornis är en tvåvingeart som först beskrevs av Macquart 1840.  Nemestrinus ruficornis ingår i släktet Nemestrinus och familjen Nemestrinidae.
Artens utbredningsområde är Egypten. Inga underarter finns listade i Catalogue of Life.